# Визирная линия
Визирная линия или визир — луч зрения, направленный из глаза наблюдателя на какую-нибудь, более или менее отдаленную, точку предмета. Не следует путать с визирной осью — воображаемой прямой линией, соединяющей оптический центр объектива с крестом нитей или другой меткой, расположенной в фокусе объектива, хотя при визировании светила визирная линия должна совпасть с визирной осью.
Вертикальная плоскость, в которой лежит этот луч, называется плоскостью визирования и направление ее обозначается в натуре, на открытой местности, провешиванием при помощи кольев или вешек (вешение линии), а в закрытой, например в лесу, прорубкой и расчисткой узенькой полоски, тоже называемой визиром. 
Для верности и удобства визирования употребляются различные, простые и сложные, геодезические инструменты, причем в некоторых случаях само визирование, производимое с известной специальной целью, получает особое название; так, при нивелировании его называют «взглядом» вперед или назад, смотря по тому, в каком направлении проводится визир. Вертикальный угол, образуемый визирной и горизонтальными линиями носит название «угла визирования», а происшедший от пересечения двух визирных линий в горизонтальной плоскости — «визирным углом».
Иногда выражение «визирная линия» употребляется в смысле просеки и обозначает прорубленную в лесу полосу шириной, как правило, от 5 до 20 метров имеющую в лесном хозяйстве несколько специальных назначений (подробнее см. Визирные столбы).